# Florian Eisath
Florian Eisath nació el 27 de noviembre de 1984 en Bolzano (Italia), es un esquiador que tiene 1 podio en la Copa del Mundo de Esquí Alpino.

## Resultados

### Campeonatos Mundiales
- 2015 en Vail/Beaver Creek, Estados Unidos
  - Eslalon Gigante: 8.º

### Copa del Mundo

#### Clasificación general Copa del Mundo
- 2005-2006: 137.º
- 2006-2007: 107.º
- 2007-2008: 80.°
- 2009-2010: 112.º
- 2010-2011: 122.º
- 2011-2012: 102.º
- 2012-2013: 67.º
- 2013-2014: 102.º
- 2014-2015: 55.º
- 2015-2016: 44.º

#### Clasificación por disciplinas (Top-10)
- 2015-2016:
  - Eslalon Gigante: 9.º